# Tetrastes bonasia

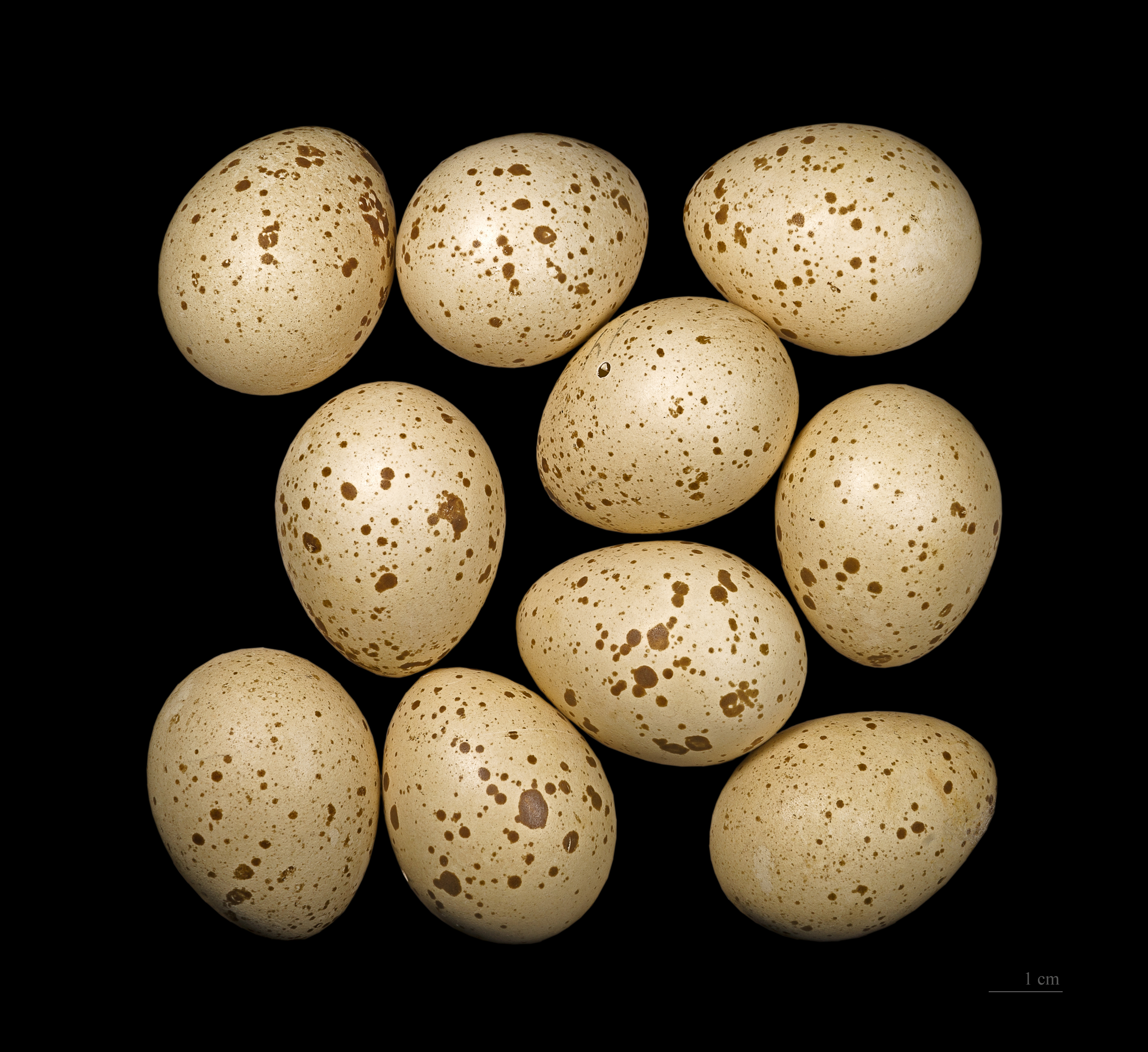
Huevos de Bonasa bonasia

El grévol común (Tetrastes bonasia) es una especie de ave galliforme de la familia Phasianidae que habita en los bosques templados y boreales de Europa y Asia. Su población se estima entre 5 000 000 y 6 300 000 ejemplares, y no se considera una especie amenazada, aunque sus poblaciones han declinado. Habita de forma sedentaria sobre todo bosques cerrados de coníferas. En los Pirineos estuvo presente hasta los años 1990 pero en la actualidad existen proyectos de reintroducción de la especie. En 2018 se realizó la primera suelta de varios ejemplares en el Valle de Arán, dentro de un programa conjunto entre España, Francia y Andorra.

## Descripción
Es una gallinácea pequeña, mide entre 34 y 39 cm. Tiene un aspecto rechoncho acentuado por su pequeña cabeza y pico. Su cabeza está coronada con una pequeña cresta que pueden erguir. Su plumaje muestra un patrón complejo y críptico, con las partes superiores grises, y las alas pardas, y las partes inferiores blancas moteadas y manchadas profusamente de marrón y rojizo. La cola muestra una banda negra en la punta. Ambos sexos se parecen, pero el macho tiene una cresta de mayor tamaño que la hembra, y su garganta es negra mientras que la de la hembra es parda.

## Taxonomía

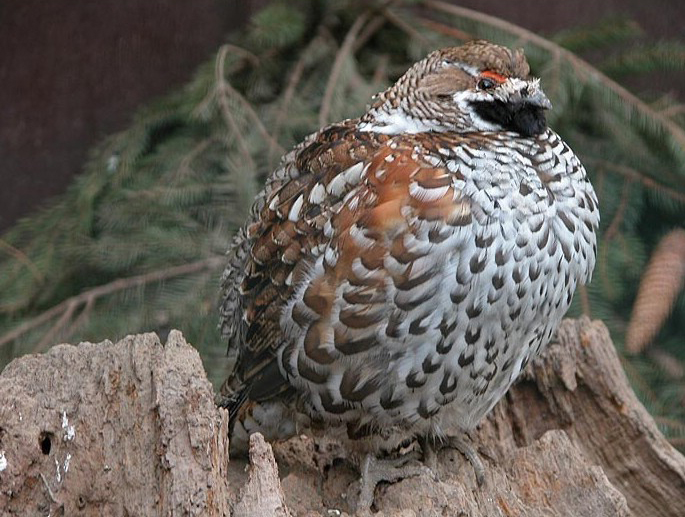
Grévol posado.

Anteriormente era clasificado dentro del género monotípico Bonasa, pero en la actualidad es colocado en Tetrastes por la mayoría de autoridades taxonómicas.
Tiene descritas numerosas subespecies:
- T. b. amurensis Riley, 1916 - Sur de Manchuria Exterior y montes Khingan Menores hasta el norte de Corea.
- T. b. bonasia (Linnaeus, 1758) - Sur de Escandinavia, Finlandia, y el norte de la Rusia europea hasa los montes Urales.
- T. b. griseonotus o griseonota Salomonsen, 1947 - Norte de Suecia.
- T. b. kolymensis Buturlin, 1916 - Siberia oriental hasta el mar de Ojotsk.
- T. b. rhenanus o rhenana (Kleinschmidt O. 1917) - Noroeste de Francia, Luxemburgo, Bélgica y el oeste de Alemania.
- T. b. rupestris (Brehm CL, 1831) - Sur de Alemania, Bohemia y Sudetes.
- T. b. schiebeli (Kleinschmidt O, 1943) - Península Balcánica
- T. b. sibiricus o sibirica Buturlin, 1916 - Desde Siberia a los montes Altái, montes Sayanes y norte de Mongolia.
- T. b. styriacus o styriaca (Jordans y Schiebel, 1944) - Alpes, Jura, Hungría, Eslovaquia y sur de Polonia.
- T. b. vicinitas Riley, 1915 - Hokkaidō (Japón).
- T. b. yamashinai Momiyama, 1928 - Isla Sajalín (Rusia).
- T. b. volgensis - Polonia, Ucrania, y la Rusia europea central. No está aceptada por todas las fuentes.[2][11]